# B1A4
B1A4 (hangul: 비원에이포) es un grupo masculino surcoreano formado por WM Entertainment en 2011. El grupo debutó el 23 de abril de 2011 con su sencillo "O.K". Antes de su debut, se promocionó a la banda mediante una serie de cómics que podían leerse por internet. Estaba conformada por cinco miembros: Jinyoung (líder, vocalista, compositor y productor), CNU (vocalista, bailarín principal y rapero de apoyo), Sandeul (vocalista principal), Baro (rapero principal) y Gongchan (vocalista y visual). Han lanzado dos álbumes de estudio, cinco EP y varios sencillos en su país. En 2018, Jinyoung y Baro dejaron el grupo debido a la finalización de sus contratos, por lo que el grupo se convirtió en un trío a partir de ese momento.

## Etimología
El nombre del grupo hace honor al grupo sanguíneo de sus miembros: uno de ellos tiene sangre de tipo B y los otros cuatro tienen sangre de tipo A. También forma un juego de palabras en inglés que significa "Be The One, All For One" ("Sé el único, todos para uno"). B1A4 ha sido bautizado por los medios coreanos como "bellezas de campo" ya que todos los miembros de la banda provienen de la Corea rural. Jinyoung y CNU son de Cheongju; Sandeul es de Busan, Baro es de Kwangju, y Gongchan es de Suncheon.

## Historia

### 2011-presente:Let's Fly,It B1A4y debut en japonés
Los miembros de B1A4 fueron presentados como dibujos de un cómic que se podía leer por internet antes de que salieran a la luz sus fotos reales. Su primer EP Let's Fly salió el 21 de abril de 2011 e incluyó una canción escrita y compuesta por el líder del grupo, Jinyoung, llamada 'Bling Girl'. El mismo día, se estrenó el vídeo musical de su sencillo "O.K.". Dos días más tarde, hicieron su debut en directo en el programa de la MBC Show! Music Core. El 1 de mayo de 2011 aparecieron en el programa de radio Starry Night como artistas invitados.
El 22 de junio de 2011, se estrenó el primer episodio del programa de la MTV coreana Match Up!, en el que aparecían Block B y B1A4. Este primer episodio mostraba cómo se rodó el vídeo promocional de "Only Learned Bad Things". El programa permitió a ambos grupos mostrar su talento musical y sus encantos escondidos mediante misiones y cortes de lo que ocurría detrás de las cámaras mientras se acostumbraban a su nueva vida como ídolos del pop coreanos. El programa tuvo en total 8 episodios.
El 16 de septiembre de 2011, B1A4 lanzó su segundo EP It B1A4 y empezó a promocionar el sencillo "Beautiful Target". Un adelanto del vídeo musical de "Beautiful Target" se colgó en su canal oficial de Youtube el 8 de septiembre y el vídeo musical completo salió el 15 de septiembre. Una versión alternativa del vídeo "Beautiful Target (ZOOM ZOOM ver.)" se lanzó el 6 de octubre.
El 18 de noviembre de 2011, B1A4 comenzó a promocionar su segundo EP It B1A4 con otra de las canciones del álbum, "My Love", y aparecieron en varios programas de música.
Para finales de año o principios del 2012, está previsto su debut en Japón. Realizarán un programa especial el 9 de diciembre de 2011, bajo el sello discográfico de Pony Canyon. Al parecer este programa ha generado gran interés y las entradas para poder asistir se agotaron un minut después de que salieran a la venta. Lanzarán un álbum en Japón el 25 de enero de 2012.

## Integrantes
| Nombre artístico | Nombre artístico | Nombre de nacimiento | Nombre de nacimiento | Fecha de nacimiento               |
| Romanización     | Hangul           | Romanización         | Hangul               | Fecha de nacimiento               |
| ---------------- | ---------------- | -------------------- | -------------------- | --------------------------------- |
| CNU              | 신우             | Shin Dong Woo        | 신동우               | 16 de junio de 1991 (34 años)     |
| Jinyoung         | 진영             | Jung Jin Young       | 정진영               | 18 de noviembre de 1991 (33 años) |
| Sandeul          | 산들             | Lee Jung Hwan        | 이정환               | 20 de marzo de 1992 (33 años)     |
| Baro             | 바로             | Cha Sun Woo          | 차선우               | 5 de septiembre de 1992 (32 años) |
| Gongchan         | 공찬             | Gong Chan Shik       | 공찬식               | 14 de agosto de 1993 (31 años)    |

CNU
Shin Dong Woo (en hangul, 신동우) nacido el 16 de junio de 1991, es un cantante, compositor y actor surcoreano. Estudió en el departamento de teatro y cine de la Universidad de Hanyang. Ha participado como compositor en algunas de las canciones del grupo, entre ellas el sencillo promocional «Beautiful Target» del segundo EP del grupo, It B1A4. En 2016 participó en la banda sonora de la serie Cinderella and Four Knights con el tema «The Way To Find Love». Como actor debutó en la serie de 2012 Sent From Heaven de KBS. Además, ha participado como protagonista en los musicales Chess en 2015 y The Three Musketeers en 2016.
En septiembre de 2015 CNU se tuvo que someter a una operación de urgencia en la rodilla después de haberse lesionado el mes anterior justo antes de comenzar la promoción del sencillo «Sweet Girl».
Jinyoung
Jung Jin Young (en hangul, 정진영) nacido el 18 de noviembre de 1991, es un cantante, compositor, productor y actor surcoreano y líder del grupo. Como compositor, además de participar en múltiples sencillos y canciones para B1A4, compuso el tema «In the Same Place» para la primera temporada de Produce 101 que alcanzó el número 8 en Gaon Digital Chart. Ha escrito también los temas «When Cherry Blossoms Fade» and «Hold On» para el grupo I.O.I, «One Step, Two Steps» para Oh My Girl y «Foggy Road» interpretada por Ben para la banda sonora de la serie Luz de luna pintada por las nubes. En 2016 Jinyoung fue el ídolo coreano con más composiciones registradas a su nombre en la Korea Music Copyright Association.
Debutó como actor en 2012 haciendo un cameo en la serie The Thousandth Man de MBC. Desde entonces ha participado en las series Persevere, Goo Hae Ra y Warm and Cozy en 2015 y Luz de luna pintada por las nubes en 2016. En el cine su primer papel fue en la película de 2014 Miss Granny que se convirtió en una de las más taquilleras de la historia en Corea del Sur.
Sandeul
Lee Jung Hwan (en hangul, 이정환) nacido el 20 de marzo de 1992, es un cantante y actor surcoreano. Estudió en el departamento de música de la Universidad Myongji. Debutó como artista en solitario con el EP Stay As You Are que se publicó el 4 de octubre de 2016. El álbum llegó al número 5 en Gaon Album Chart y se vendieron más de 23 000 copias. Sandeul ha participado también en las bandas sonoras de las series God's Gift: 14 Days, Luz de luna pintada por las nubes e Introverted Boss.
Ha participado en diversos programas musicales a lo largo de los años, entre ellos Duet Song Festival y King of Masked Singer de MBC, Two Yoo Project Sugar Man de JTBC e Immortal Songs de KBS donde ha ganado en dos ocasiones, la primera en 2014 junto a Baro y la segunda en 2013 en solitario. En el campo del teatro musical ha participado en las producciones Brothers Were Brave en 2012, The Thousandth Man en 2013, All Shook Up en 2014, Cinderella en 2015 y Three Musketeers en 2016.
En 2013 Sandeul se sometió a una operación de rodilla debido a una lesión de menisco.
Baro
Cha Sun Woo (en hangul, 차선우) nacido el 5 de septiembre de 1992, es un rapero y actor surcoreano. Baro entró como aprendiz en WM Entertainment después de que un representante de la compañía le descubriera en la red social Cyworld. En 2012 participó en el programa Immortal Song con Sandeul y ganó el primer premio. En 2015 colaboró como rapero en el sencillo de la cantante Ami junto a Dongwoo de Infinite.
Baro ha participado como actor en las series Reply 1994,  God's Gift: 14 Days, Mamá enojada, y Master: God of Noodles. Hizo también un cameo en la serie Persevere, Goo Hae Ra en apoyo a Jinyoung y prestó su voz al personaje Bobo en la película de animación de 2014 The 7th Dwarf. En 2017 protagonizó la película de suspenso Closed Eyes.
Gongchan
Gong Chan Shik (en hangul, 공찬식) nacido el 18 de agosto de 1993, es un cantante y actor surcoreano. Estudio en el School of Performing Arts (SOPA por sus siglas). En octubre de 2015 debutó como actor protagonizando la serie web Delicious Love. A comienzos de 2017 protagonizó también un videojuego de simulación de citas.
En 2012 durante la promoción de «Sleep Well, Good Night» Gongchan empezó a sentir dolor intenso en el costado. Después de una revisión médica se descubrió que uno de sus riñones no funcionaba y tuvo que someterse a una operación para extirparlo.

## Discografía

### Álbumes de estudio
| Título                                                                         | Detalles                                                                                     | Lista de canciones | Posicionamiento en listas | Posicionamiento en listas | Ventas                       |
| Título                                                                         | Detalles                                                                                     | Lista de canciones | Gaon Chart                | Oricon Chart              | Ventas                       |
| Corea del Sur                                                                  | Corea del Sur                                                                                | Corea del Sur | Corea del Sur             | Corea del Sur             | Corea del Sur                |
| ------------------------------------------------------------------------------ | -------------------------------------------------------------------------------------------- | --- | ------------------------- | ------------------------- | ---------------------------- |
| Ignition                                                                       | - Fecha: 14 de marzo de 2012 - Sello: WM Entertainment - Formato: CD, digital                | 1. «Baby I'm Sorry» 2. «This Time Is Over» 3. «So Fine» 4. «Super Sonic» 5. «Just the Two of Us» (둘만 있으면) (Solo de Baro con Min de Miss A) 6. «Smile» (웃어봐) 7. «Feeling» 8. «Crush» (짝사랑) (Solo de Sandeul) 9. «You Are My Girl» 10. «Wonderful Tonight» (Unplugged Remix) 11. «Baby I'm Sorry» (Instrumental) | 2                         | —                         | - COR: 121 470 - JAP: 3 078  |
| Ignition                                                                       | Special Edition - Fecha: 24 de mayo de 2012 - Sello: WM Entertainment - Formato: CD, digital | 1. «Baby Good Night» (잘자요 굿나잇) 2. «Because of You» (너때문에) 3. «Baby I'm Sorry» 4. «This Time Is Over» 5. «So Fine» 6. «Super Sonic» 7. «Just the Two of Us» (둘만 있으면) (Solo de Baro con Min de Miss A) 8. «Smile» (웃어봐) 9. «Feeling» 10. «Crush» (짝사랑) (Solo de Sandeul) 11. «You Are My Girl» 12. «Wonderful Tonight» (Unplugged Remix) 13. «Baby Good Night» (Instrumental) 14. «Because of You» (Instrumental) 15. «Baby I'm Sorry» (Instrumental) | 1                         | 42                        | - COR: 121 470 - JAP: 3 078  |
| Who Am I                                                                       | - Fecha: 13 de enero de 2014 - Sello: WM Entertainment - Formato: CD, digital                | 1. «Prologue» (Intro) 2. «Lonely» (없구나) 3. «Love Then» (사랑 그땐) (con Harim) 4. «Amazing» 5. «Baby» 6. «Oh My God» 7. «Too Much» (벅차) (Sandeul y Gongchan) 8. «Pretty» (예뻐) 9. «Who Am I» 10. «Drunk with Music» (음악에 취해) (Solo de CNU) 11. «Road» (길) 12. «Seoul» | 1                         | 8                         | - COR: 127 727 - JAP: 10 399 |
| Good Timing                                                                    | - Fecha: 28 de noviembre de 2016 - Sello: WM Entertainment - Formato: CD, digital            | 1. «Time» (Intro) 2. «A Lie» (거짓말이야) 3. «The Moment I Fall For You Again» (너에게 한 번 더 반하는 순간) 4. «Good Timing» 5. «Nightmare» (악몽) 6. «In a Dream» (꿍에) 7. «Sparkling» 8. «To My Star» 9. «Melancholy» (멜랑꼴리) 10. «I Will Find You» (내가 널 첮을게) 11. «Drunk on You» 12. «Together» (함께) 13. «When It Snows» (눈이 오면) (Canción exclusiva en CD)                                                                                           | 1                         | 50                        | - COR: 77 472 - JAP: 2 731   |
| Japón                                                                          |                                                                                              | |                           |                           |                              |
| 1                                                                              | - Fecha: 24 de octubre de 2012 - Sello: Pony Canyon - Formato: CD, digital                   | 1. «Beautiful Lie» 2. «Oyasumi Good Night» (おやすみ) 3. «Empty Mind» 4. «Waruikoto Bakari» Manande (悪いことばかり学んで) 5. «Tipping Point» 6. «Wake Me Up» 7. «Only One» (Versión japonesa) 8. «Beautiful Target» (Versión japonesa) 9. «One Love» | —                         | 5                         | - JAP: 23 776                |
| 2                                                                              | - Fecha: 19 de marzo de 2014 - Sello: Pony Canyon - Formato: CD, digital                     | 1. «Believe In Love» 2. «Starlight Song» (星影のうた) (Versión japonesa) 3. «Angel Eyes» 4. «Hey!!» 5. «Tried to Walk» (歩いてみる) (Versión japonesa) 6. «Yesterday» (Versión japonesa) 7. «What's Happening?» (イゲ ムスン イリヤ～なんで？どうして?) 8. «You Are My Girl» (Versión japonesa) | —                         | 9                         | - JAP: 13 971                |
| 3                                                                              | - Fecha: 16 de marzo de 2016 - Sello: Pony Canyon - Formato: CD, digital                     | 1. «Sweet Girl» (Versión japonesa) 2. «You Are a Girl I Am a Boy» (Versión japonesa) 3. «モッポンゴヤ〜見なかったことに・・・» 4. «白いキセキ» 5. «Somebody To Love» 6. «Solo Day» (Versión japonesa) 7. «Happy Days» 8. «道» (Versión japonesa) 9. «Wait» (Versión japonesa) 10. «ヘンボカジャ〜幸せになろう» (Versión japonesa) | —                         | 4                         | - JAP: 11 752                |
| "—" indica obras que no entraron en la lista o no fueron lanzadas en la región |                                                                                              | |                           |                           |                              |

### EP
| Año  | Información | Posición en la lista de los más vendidos | Lista de canciones |
| ---- | --- | ---------------------------------------- | --- |
| 2011 | Let's Fly - Fecha de lanzamiento: 21 de abril de 2011 - Idioma: Coreano - Duración: - Sello discográfico: WM Entertainment    | 6                                        | 1. O.K 2. Remember 3. 못된 것만 배워서 (Only Learned the Bad Things) 4. Bling Girl 5. Only One 6. O.K (Instrumental) |
| 2011 | It B1A4 - Fecha de Lanzamiento: 16 de septiembre de 2011 - Idioma: Coreano - Duración: - Sello discográfico: WM Entertainment | 2                                        | 1. Beautiful Target 2. My Love 3. Chu Chu Chu (쮸쮸쮸) 4. Wonderful Tonight 5. Fooool 6. Beautiful Target (Instrumental) |
| 2012 | Ignition - Fecha de lanzamiento: 14 de marzo de 2012 - Idioma: español - Duración: - Sello discográfico:                      |                                          | 1. Baby Goodnight 2. Because Of You 3. Baby I’m Sorry 4. This Time Is Over 5. So Fine 6. Super Sonic 7. 둘만 있으면 (Just The Two Of Us) (바로 Solo Feat. 민 Of miss A) 8. 웃어봐 (Smile) 9. Feeling 10. 짝사랑 (Crush) (산들 Solo) 11. You Are My Girl 12. Wonderful Tonight (Unplugged Remix) 13. Baby Goodnight (Inst.) 14. Because Of You (Inst.) 15. Baby I’m Sorry (Inst.) |

### Vídeos musicales
| Año           | Título                                 | Duración      |
| Corea del Sur | Corea del Sur                          | Corea del Sur |
| ------------- | -------------------------------------- | ------------- |
| 2011          | «O.K»                                  | 4:13          |
| 2011          | «Only Learned the Bad Things»          | 3:43          |
| 2011          | «Beautiful Target»                     | 3:43          |
| 2011          | «Beautiful Target» (Zoom Zoom Version) | 3:23          |
| 2012          | «Baby I'm Sorry»                       | 3:38          |
| 2012          | «Baby Goodnight»                       | 3:47          |
| 2012          | «Tried To Walk»                        | 3:59          |
| 2013          | «What's Hapenning?»                    | 3:23          |
| 2014          | «Lonely»                               | 4:13          |
| 2014          | «Lonely» (Full ver. 2)                 | 4:6           |
| 2014          | «Solo Day»                             | 5:13          |
| 2015          | «White Miracle»                        | 4:07          |
| 2015          | «Sweet Girl»                           | 4:08          |
| 2016          | «A Lie»                                | 3:39          |
| Japón         |                                        |               |
| 2012          | «Beautiful Target»                     | 3:40          |
| 2012          | «Oyasumi Good Night»                   | 3:50          |
| 2013          | «Ige musun Iriya ~nande? Dōshite?»     | 3:25          |

## Filmografía

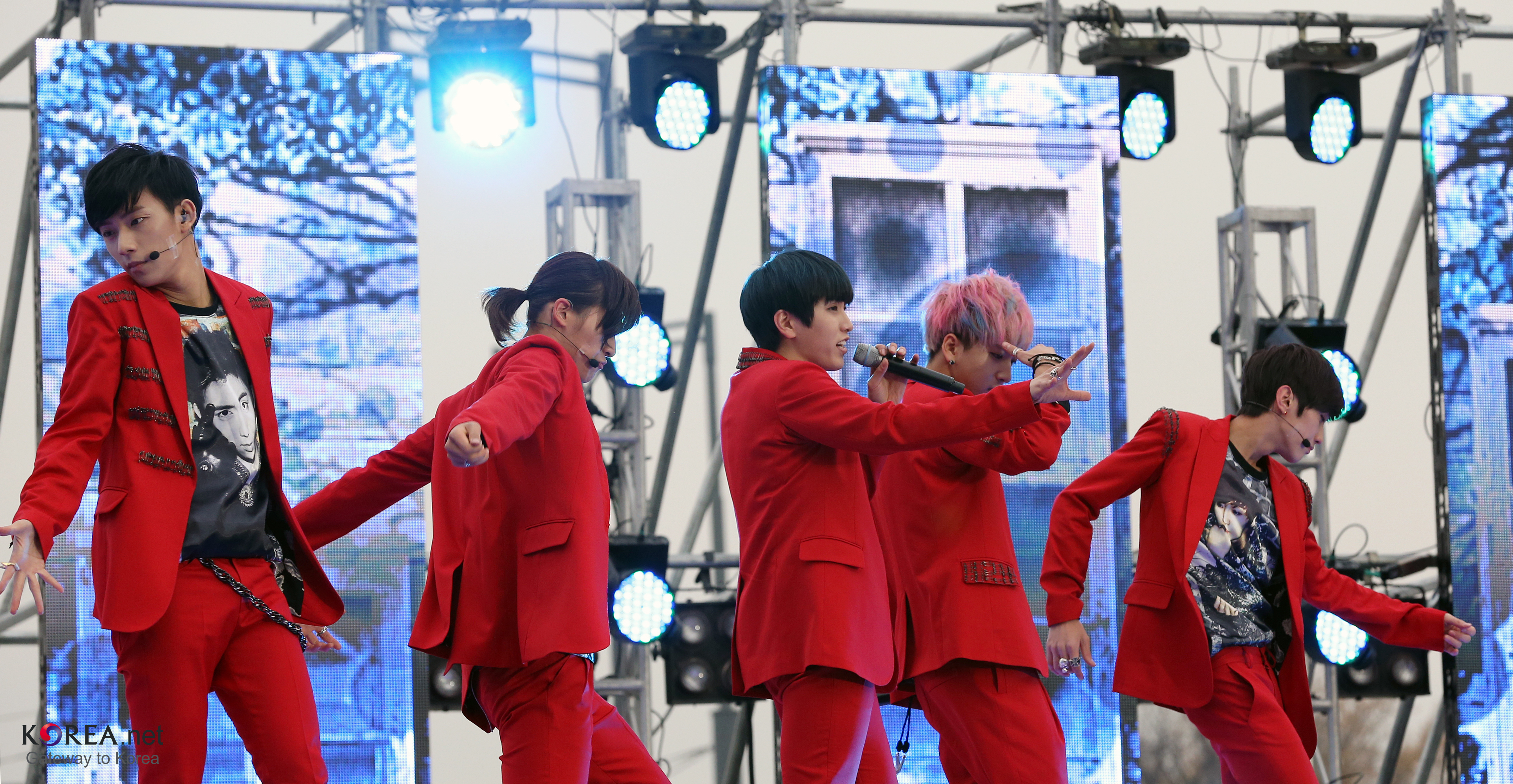
B1A4 (2012)

### Shows
- 2011: MTV Match Up
- 2012: MTV Diary
- 2012: Mnet WIDE Entertainment: Sesame Player Season 3
- 2012:   Hello Baby

### Apariciones Especiales
- 2011: KBS Oh My School / 100 Point Out Of 100 (Baro, Gongchan) 2 last episodes
- 2011: MBC Idol Athletics Championships
- 2011-2012: SBS Star King (Jinyoung, Sandeul, Baro)
- 2011-2012: Y-Star God of Cookery Road (Baro as Co-MC 2012)
- 2011: MBC Quiz to Change the World (Baro and Sandeul)
- 2011: MTV Let Me Show
- 2011: MBC Every1 Weekly Idol
- 2012: MBC TV 'Idol Athletics and Swimming Championships
- 2012: SBS MTV Special B1A4 Selca Diary
- 2012: SBS 1000 Song Challenge (Jinyoung, Gongchan, CNU, Sandeul)
- 2012: MBC Quiz to Change the World (Baro and CNU)
- 2012: MBC Every1 Weekly Idol
- 2013: "SBS  Strong Heart" (ep 162 - Baro and Sandeul)

### Sitcoms
- 2012: KBS I need a Fairy (CNU)
- 2013: She is wow (Jinyoung)
- 2013:  Reply 1994 (Baro)
- 2014:  God's gift 14 days (Baro)
- 2012: The Thousandth Man (Jinyoung Cameo)
- 2014 película: Suspicious Woman o Miss Granny (Jinyoung)

## Premios y nominaciones
| Year | Program                           | Category               | Result    | Ref    |
| ---- | --------------------------------- | ---------------------- | --------- | ------ |
| 2011 | Mnet Asian Music Awards           | Best New Male Artist   | Nominados | [ 61 ] |
| 2011 | SBS MTV Best Of the Best          | Hot Debut Star         | Ganado    | [ 62 ] |
| 2011 | SBS MTV Best Of the Best          | Best New Artist        | Nominados | [ 62 ] |
| 2011 | 26th Golden Disk Awards           | Best Newcomer Award    | Ganado    | [ 63 ] |
| 2011 | 21st Seoul Music Awards           | Best Newcomer Award    | Ganado    | [ 64 ] |
| 2011 | Japan's K-Pop Lovers! Awards 2011 | Rookie Of The Year     | Ganado    | [ 65 ] |
| 2011 | Wave K's Super Rookies            | Super Rookies for 2012 | Ganado    | [ 66 ] |
| 2011 | Germany's So-Loved Awards 2011    | Newcomer Male          | Ganado    | [ 67 ] |
| 2012 | Gaon Chart Awards                 | Best Male Newcomer     | Ganado    | [ 68 ] |